# Sürmenespor
Sürmenespor is een voetbalclub uit Sürmene, een district van de provincie Trabzon (Turkije). De clubkleuren zijn groen, wit en zwart. De thuisbasis is het İsmet Gürbüz Civelekstadion.